# Pseudoyersinia
Pseudoyersinia  — рід богомолів родини Mantidae. Налічує 14 видів дрібних богомолів, поширених у західній частині Середземномор'я та на Канарських островах. Подібні до богомолів роду Ameles, але крила вкорочені в імаго обох статей. Мешкають на поверхні ґрунту, часто ендемічні, рідкісні види.

## Опис
Дрібні богомоли зі струнким тілом. Очі круглі, конічні, виступають. Антени тонкі, ниткоподібні, у самців трохи війчасті. Передньогруди короткі. На передніх стегнах 4 дискоїдальні та 4 зовнішні шипи. Задні ноги самців укриті короткими волосками. Перший членик лапки задніх кінцівок коротший за сумарну довжину інших члеників. Крила вкорочені в обох статей, задні крила прозорі з великою темною чорно-фіолетовою плямою. Надкрила самців прозорі, самиць — непрозорі. Черевце струнке.

## Види та ареал
Відомо 13 видів, поширених у країнах Середземномор'я та на Канарських островах:
- Pseudoyersinia betancuriae Wiemers, 1993
- Pseudoyersinia brevipennis (Yersin, 1860)
- Pseudoyersinia canariensis Chopard, 1942
- Pseudoyersinia inaspectata  Lombardo, 1986
- Pseudoyersinia kabilica  Lombardo, 1986
- Pseudoyersinia lagrecai Lombardo, 1984
- Pseudoyersinia maroccana Battiston et al., 2018
- Pseudoyersinia occidentalis Bolivar, 1914
- Pseudoyersinia paui (Bolivar, 1898)
- Pseudoyersinia pilipes Chopard, 1954
- Pseudoyersinia salvinae  Lombardo, 1986
- Pseudoyersinia subaptera Chopard, 1942
- Pseudoyersinia teydeana Chopard, 1942

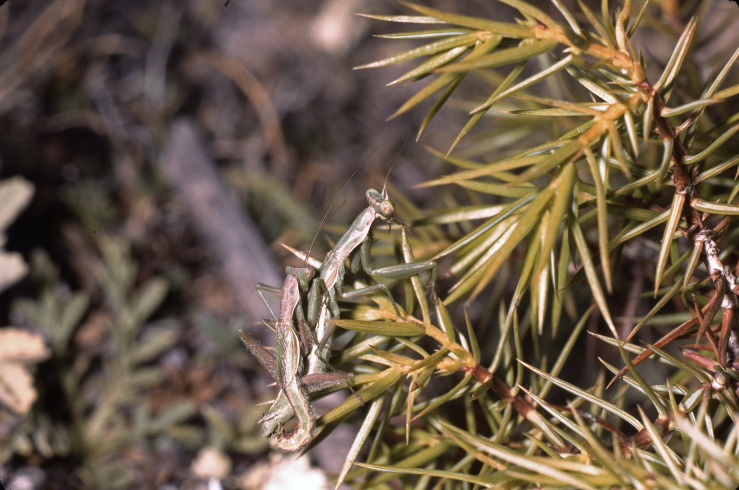
Pseudoyersinia paui, Іспанія

5 видів занесені до Червоного списку МСОП.